# Beritis
Beritis (en griego, Βέρυτις) era una antigua ciudad griega de Tróade.
Es mencionada por Esteban de Bizancio. Se cree, aunque no hay seguridad absoluta, que los habitantes de esta ciudad de Tróade mencionada por Esteban de Bizancio son los mismos que, con el nombre de berisios (en griego, Βερύσιοι), pertenecieron a la Liga de Delos puesto que aparecen en los registros de tributos a Atenas entre los años 454/3 y 446/5 a. C. donde pagaban un phoros de 1000 dracmas, así como en el decreto de tasación de tributos a Atenas de 425/4 a. C.
Se atribuyen a Beritis monedas de plata y bronce de entre los siglos IV y III a. C. donde aparece la leyenda «ΒΙΡΥ». Se ha sugerido que Beritis debió estar localizada en la actual Mersinoba, pero no es segura tal localización.